# دهستان خامدانگ
دهستان خامدانگ (به لاتین: Khamdang Gewog) یک دهستان در کشور بوتان است که در ناحیهٔ تراشیانگتس واقع شده‌است. دهستان خامدانگ ۴٬۰۰۰ نفر جمعیت دارد.